# Sarah Ratner
Sarah Ratner (* 9. Juni 1903 in New York City; † 28. Juli 1999 ebenda) war eine US-amerikanische Biochemikerin. Sie leistete bedeutende Beiträge zum Harnstoffzyklus, entdeckte die Aminosäure Argininosuccinat und die im Zyklus bei deren Bildung und Umwandlung beteiligten Enzyme.

## Leben
Sarah Ratner wurde mit ihrem Zwillingsbruder 1903 in New York City geboren. Sie war die einzige Tochter von Aaron und Hannah Ratner, geborene Selzer, und hatte drei weitere ältere Brüder. Ihre Eltern waren vor antisemitischer Verfolgung aus Russland geflohen und Ende des 19. Jahrhunderts in die Vereinigten Staaten emigriert. Sarah Ratner wuchs in New York City auf und ging hier zu Schule. Obwohl ihre Eltern anfänglich gegen eine akademische Ausbildung waren, konnte sie der Erwerb eines Stipendiums durch ihre Tochter überzeugen und Sarah Ratner begann 1920 ein Chemiestudium an der Cornell University in Ithaca, eine der wenigen Universitäten zur damaligen Zeit, die auch Frauen offenstand. Sie machte 1924 ihren Bachelor-Abschluss und kehrte zurück nach New York City, wo sie für einige Jahre in analytischen Labors des Long Island College Hospital und des Sloane Hospital for Women arbeitete und Abendkurse an der Columbia University besuchte. 1927 machte sie ihren Master-Abschluss und wurde Anfang der 1930er Jahre von Hans Thacher Clarke als Doktorand am Department of Biochemistry des College of Physicians and Surgeons der Columbia University angenommen, wo sie 1936 promovierte.
Die Suche nach einer Anstellung als Post-Doktorand im Forschungsbereich gestaltete sich für Sarah Ratner aufgrund ihres Geschlechtes schwierig, da Frauen in ihrer Position in der Regel nur als Lehrkräfte an Frauencolleges angestellt wurden. Sie fand schließlich eine Stelle außerhalb von New York, konnte diese aber nicht lange ausführen, da ihr Vater verstarb und sie sich um ihre Mutter kümmern musste. Im Jahre 1937 wurde sie von Rudolf Schönheimer zurück ans Department of Biochemistry der Columbia University geholt und war bis zu Schönheimers Suizid 1941 mitbeteiligt an den ersten Untersuchungen von Stoffwechselvorgängen mit Deuterium oder dem Stickstoffisotop 15N markierten Molekülen. Von 1942 bis 1946 arbeitete sie mit David E. Green zusammen, der 1941 an die Columbia University gekommen war und sich hier hauptsächlich mit der Isolierung von Enzymen und der Erforschung der enzymatischen Oxidation von Aminosäuren beschäftigte.
1946 wechselte Sarah Ratner zu Severo Ochoa an die School of Medicine der New York University, wo sie Assistenzprofessorin für Pharmakologie wurde. Sie begann hier ihre über 30 Jahre währenden Forschungsarbeiten zum Harnstoffzyklus, die sie ab 1954 am Public Health Research Institute des New York City Department of Health bis zu ihrer Pensionierung 1992 fortsetzte. Sarah Ratner zeigte, dass der Weg vom Citrullin zum Arginin im Harnstoffzyklus komplexer war als angenommen, über die damals noch unbekannte Aminosäure Argininosuccinat führte und von den Enzymen Argininosuccinat-Synthase und Argininosuccinat-Lyase katalysiert wurde. Sie isolierte die Enzyme und studierte ihren molekularen Aufbau sowie ihre Funktionsweise. Sie zeigte weiterhin, dass für die Erzeugung von Argininosuccinat ATP nötig war. Von 1949 bis 1977 erschienen in fünfzehn Veröffentlichungen ihre Ergebnisse im Journal of Biological Chemistry unter dem Titel Biosynthesis of Urea.

## Auszeichnungen
- 1959: Carl Neuberg Medal (American Society of European Chemists and Pharmacists)
- 1961: Garvan-Olin-Medaille (American Chemical Society)
- 1974: Mitglied der American Academy of Arts and Sciences[6]
- 1974: Mitglied der National Academy of Sciences[7]
- 1975: Freedman Foundation Award (New York Academy of Sciences)